# Hacketstown
Hacketstown (iriska: Baile Haicéid) är en ort i republiken Irland.   Den ligger i grevskapet County Carlow och provinsen Leinster, i den östra delen av landet, 60 km söder om huvudstaden Dublin. Hacketstown ligger 179 meter över havet och antalet invånare är 600.
Terrängen runt Hacketstown är kuperad österut, men västerut är den platt.Runt Hacketstown är det ganska glesbefolkat, med 34 invånare per kvadratkilometer. Närmaste större samhälle är Baltinglass, 13,1 km nordväst om Hacketstown. Trakten runt Hacketstown består i huvudsak av gräsmarker.